# Jean-Claude Haelewyck
Jean-Claude Haelewyck (* 1952 in Belgien) ist ein belgischer Semitist für hebräische Sprache und Literatur, Forscher auf dem Gebiet der alten lateinischen Bibelversionen und der syrischen Studien.

## Leben
Haelewyck studierte an der Université catholique de Louvain und erwarb dort einen Doktortitel in Theologie, einen Master in Biblischer Philologie sowie einen Master in Orientalischer Philologie und Geschichte. Seine Promotion schloss er im Jahr 1984 ab; ihr Titel lautete Le texte dit "lucianique" du livre d'Esther. Sa place parmi les diverses formes et sa logique propre.
Er arbeitet am Centre d’Études Orientales des Institut Orientaliste de Louvain der Université catholique de Louvain und ist Direktor und Forscher beim Nationaal Fonds voor Wetenschappelijk Onderzoek (NFWO). Er ist außerdem Professor an der Katholischen Universität Louvain-la-Neuve, Präsident der Belgischen Akademie für das Studium der altorientalischen Sprachen (ABELAO) und Herausgeber der Online-Zeitschrift BABELAO.

## Schriften (Auswahl)
- Sancti Gregorii Nazianzeni Opera. Versio syriaca. I: Oratio 40 (= Corpus Christianorum. Corpus Nazianzenum. Band 14). Turnhout, 2001.
- Sancti Gregorii Nazianzeni Opera. Versio syriaca. III: Orationes 27, 38–39 (= Corpus Christianorum. Corpus Nazianzenum. Band 18). Turnhout, 2005.
- Grammaire comparée des langues sémitiques. Éléments de phonétique, de morphologie et de syntaxe (= Langues et cultures anciennes. Band 7). Bruxelles, 2006.
- Sancti Gregorii Nazianzeni Opera. Versio syriaca. IV: Orationes 28–31 (= Corpus Christianorum. Corpus Nazianzenum. Band 23). Turnhout, 2007.
- Esther (Vetus Latina. Die Reste der altlateinischen Bibel, 7/3). Freiburg/Breisgau, 2008.
- Sancti Gregorii Nazianzeni Opera. Versio syriaca. V: Orationes 1–3 (= Corpus Christianorum. Corpus Nazianzenum. Band 25). Turnhout, 2011.
- Histoire de Zosime sur la Vie des Bienheureux Réchabites. Les versions orientales et leurs manuscrits. In: CSCO. Band 664. Louvain 2016.
- Evangelium secundum Marcum (= Vetus Latina. Die Reste der altlateinischen Bibel. Band 17). Freiburg/Breisgau, 2018.